# Metavanuralita
La metavanuralita és un mineral de la classe dels òxids que pertany al grup de la carnotita. Va ser anomenada el 1970 per Fabien Cesbron per la relació amb la vanuralita.

## Característiques
La metavanuralita és un òxid de fórmula química Al(UO₂)₂(VO₄)₂(OH)·8H₂O. Va ser aprovada com a espècie vàlida per l'Associació Mineralògica Internacional l'any 1970, sent publicada per primera vegada el mateix any. Cristal·litza en el sistema triclínic.
Segons la classificació de Nickel-Strunz, la metavanuralita pertany a «04.HB - V[5+, 6+] Vanadats: uranil Sorovanadats» juntament amb els següents minerals: carnotita, margaritasita, sengierita, curienita, francevillita, fritzscheïta, vanuralita, metatyuyamunita, tyuyamunita, strelkinita, uvanita i rauvita.

## Formació i jaciments
Va ser descoberta a la mina Mounana, situada al departament de Léboumbi-Leyou (Província d'Haut-Ogooué, Gabon). També ha estat trobada a la mina South Terras, a Cornualla (Anglaterra) i a la mina Firefly–Pigmay, al comtat de San Juan (Utah, Estats Units). Aquests tres indrets són els únics de tot el planeta on ha estat descrita aquesta espècie mineral.